# Echo Point
Echo Point est un point de vue panoramique aménagé situé à Katoomba, en Nouvelle-Galles du Sud, en Australie. Il offre un point de vue sur la partie environnante des Montagnes Bleues, en particulier les Trois sœurs, célèbres formations rocheuses à proximité immédiate. Il est situé sur le tracé du Prince Henry Cliff Walk, un sentier de randonnée qui suit le rempart montagneux au bord duquel il se trouve.